# L'Arca
L'arca è un album di canzoni per bambini scritte originariamente da Vinícius de Moraes e qui interpretate da lui e da vari altri artisti, a cominciare da Sergio Endrigo, dal cui rodato sodalizio artistico con Vinícius e con Sergio Bardotti era scaturito l'intero progetto. Oltre de Moraes e Endrigo, alle esecuzioni dei brani si alternano, con varie combinazioni, Marisa Sannia, i Ricchi e Poveri, Vittorio De Scalzi (qui accreditato come "Vittorio dei New Trolls") e un coro di voci bianche denominato "The Plagues".
I testi originali di Vinícius, sono adattati in italiano da Sergio Bardotti con la collaborazione di Endrigo, su musiche di Toquinho, di Paulo Soledade e di Luis Bacalov. Di quest'ultimo sono arrangiamenti e direzione d'orchestra.
Il disco, prodotto da Bardotti, fu pubblicato dalla Fonit Cetra nell'autunno del 1972.
Una buona parte delle canzoni raccolte nell'album è dedicata ad animali. Fra queste Il pappagallo, interpretata da Endrigo e pubblicata come primo singolo estratto, è la più conosciuta.
La title track L'arca non va confusa con la quasi omonima L'arca di Noè, portata al Festival di Sanremo 1970 dallo stesso Endrigo in abbinamento con Iva Zanicchi.

## Tracce
Fra parentesi sono indicati gli interpreti dei singoli brani.
1. L'arca (Vinícius de Moraes - Sergio Endrigo - Ricchi e Poveri - The Plagues) - 3:12
2. Le api (Vittorio dei New Trolls - The Plagues) - 1:57
3. Il gatto (Marisa Sannia - The Plagues) - 1:55
4. Il pappagallo (Sergio Endrigo - The Plagues) - 2:43
5. La papera (Vinícius de Moraes - The Plagues) - 2:13
6. La foca (Vittorio dei New Trolls - Franco dei Ricchi e Poveri - The Plagues) - 3:13
7. La pulce (Vinícius de Moraes - The Plagues) - 1:24
8. La bella famiglia (The Plagues) - 2:30
9. San Francesco (Sergio Endrigo - The Plagues) - 3:03
10. L'orologio (Vinícius de Moraes - The Plagues) - 1:55
11. Il pinguino (Marisa Sannia) - 2:17
12. Piccinina (Vinícius de Moraes) - 2:05

## Formazione
- Sergio Endrigo - voce
- Claudio Fabi - tastiera
- Massimo Luca - chitarra
- Damiano Dattoli - basso
- Tullio De Piscopo - batteria
- The Plagues - cori

## Edizioni
- Prima pubblicazione: Fonit Cetra, LPB 35044 - 1972.
- Ristampa in CD: Warner Bros., 5050466-3068-2-3.